# Otto Beyer (Politiker, 1864)
Otto Beyer (* 26. Mai 1864 in Krauschwitz, Landkreis Weißenfels, Provinz Sachsen, Königreich Preußen; † 20. März 1940 in Danzig, Deutsches Reich) war deutscher Lehrer und Volkstagsabgeordneter in Danzig (Sozialdemokratische Partei).

## Leben
Otto Beyer machte eine Lehre als Schuhmacher. Später besuchte er das Lehrerseminar und arbeitete ab 1882 als Hilfslehrer und 1884 bis 1929 als selbstständiger Lehrer in Ohra bei Danzig. Im Ersten Weltkrieg arbeitete er als Schuhmacher und erwarb den Meisterbrief. Nach dem Krieg war er Meisterbriefs bei der Ausbildung der Kriegsinvaliden beschäftigt.
Er war Mitglied der Sozialdemokratischen Partei  und gehörte seit 1920 (als Nachrücker für Bruno Meerwaldt) bis 1930 über vier Wahlperioden lang dem Volkstag, dem Parlament der Freien Stadt Danzig an.